# Cheilanthes nudiuscula
Cheilanthes nudiuscula är en kantbräkenväxtart som först beskrevs av H. Br., och fick sitt nu gällande namn av Moore. Cheilanthes nudiuscula ingår i släktet Cheilanthes och familjen Pteridaceae. Inga underarter finns listade.